# Juan Pablo Pignani
Juan Pablo Pignani (Leones, 1º luglio 2001) è un calciatore argentino, difensore del Central Córdoba (SdE) in prestito dal Platense.

## Caratteristiche tecniche
Gioca come difensore centrale.

## Carriera
Cresciuto nel settore giovanile della Platense, Pignani ha debuttato in prima squadra il 12 marzo 2022 nell'incontro di Primera División perso 2-1 contro il Patronato. Il 2 giugno dello stesso anno ha firmato il suo primo contratto professionistico valido fino al dicembre del 2024.

## Statistiche

### Presenze e reti nei club
Statistiche aggiornate al 6 luglio 2025.
| Stagione        | Squadra               | Campionato      | Campionato | Campionato | Coppe nazionali | Coppe nazionali | Coppe nazionali | Coppe continentali | Coppe continentali | Coppe continentali | Altre coppe | Altre coppe | Altre coppe | Totale | Totale | Totale |
| Stagione        | Squadra               | Comp            | Pres       | Reti       | Comp            | Pres            | Reti            | Comp               | Pres               | Reti               | Comp        | Pres        | Reti        | Pres   | Reti   |        |
| --------------- | --------------------- | --------------- | ---------- | ---------- | --------------- | --------------- | --------------- | ------------------ | ------------------ | ------------------ | ----------- | ----------- | ----------- | ------ | ------ | ------ |
| 2022            | Platense              | PD              | 13         | 0          | CA+CdL          | 0+3             | 0               | -                  | -                  | -                  | -           | -           | -           | 16     | 0      |        |
| 2023            | Platense              | PD              | 5          | 0          | CA+CdL          | 0               | 0               | -                  | -                  | -                  | -           | -           | -           | 5      | 0      |        |
| 2024            | Platense              | PD              | 3          | 0          | CA+CdL          | 1+0             | 0               | -                  | -                  | -                  | -           | -           | -           | 4      | 0      |        |
| 2025            | Platense              | PD              | 1          | 0          | CA              | 0               | 0               | -                  | -                  | -                  | -           | -           | -           | 1      | 0      |        |
| Totale Platense | Totale Platense       | Totale Platense | 22         | 0          |                 | 4               | 0               |                    | -                  | -                  |             | -           | -           | 26     | 0      |        |
| 2025            | Central Córdoba (SdE) | PD              | 0          | 0          | CA              | 0               | 0               | CL+CS              | 0                  | 0                  | SA          | -           | -           | 0      | 0      |        |
| Totale carriera | Totale carriera       | Totale carriera | 22         | 0          |                 | 4               | 0               |                    | -                  | -                  |             | -           | -           | 26     | 0      |        |

## Palmarès

### Club

#### Competizioni nazionali
- Campionato argentino: 1

Platense: 2025 (Apertura)